# O Pequeno Mundo de Marcos
O Pequeno Mundo de Marcos é um filme brasileiro de 1968, do gênero drama, escrito e dirigido por Geraldo Vietri.
Produção em branco e preto, de baixo orçamento, numa fase em que o diretor usava em seus filmes os atores e o prestígio da TV Tupi — no caso, Marcos Plonka, que fazia sucesso na telenovela Nino, o Italianinho, em exibição na mesma época.

## Sinopse
As agruras de Marcos, um pobre trabalhador que precisa se desdobrar para custear o tratamento de sua filha paralítica.

## Elenco
- Marcos Plonka ..... Marcos[1]
- Ana Rosa ..... Ana[1]
- Gianete Franco ..... Silvinha[1]
- Jean Carlo ..... Jean[1]
- Tony Ramos ..... Tony[1]
- Marlene França ..... Marlene[1]
- Machadinho ..... Augusto[1]
- Guy Loup[1]
- Xisto Guzzi ..... dr. Xisto[1]
- Maria Luíza Castelli ..... Maria[1]
- Norah Fontes ..... Norah[1]
- Wilson Fragoso ..... dono[1]
- Clara Lee ..... Clara[1]
- Flamínio Fávero ..... Flamínio[1]
- Telcy Perez ..... médico[1]